# Angelo Segrè
Angelo Segrè (Tivoli, 3 februari 1891 – Florence, 21 juni 1969) was een Italiaans jurist en oudhistoricus, met specialisatie in de papyrologie en de economie in de Klassieke Oudheid. Hij was hoogleraar Economische Geschiedenis aan de universiteit van Catania (1929-1936) en de universiteit van Triëst (1936 -1938) tijdens het fascistisch bewind in het koninkrijk Italië. 

## Levensloop

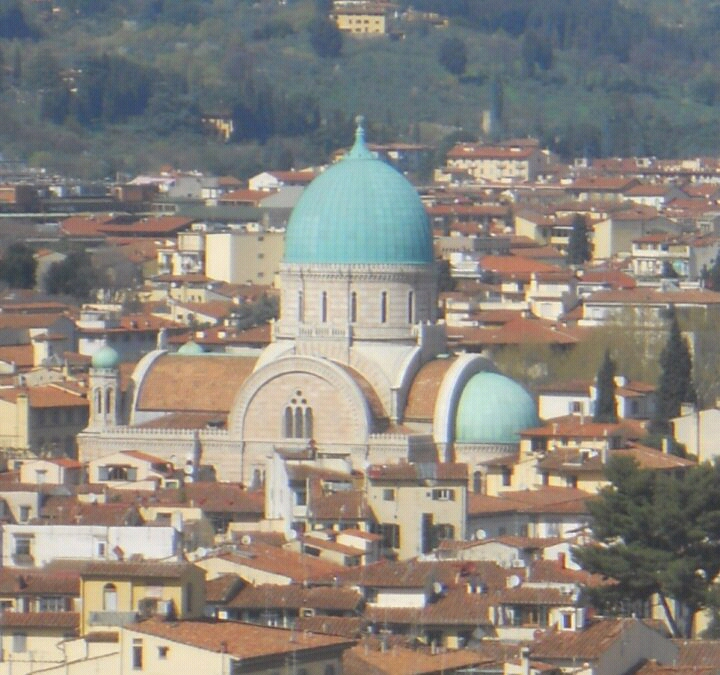
Synagoge van Florence, de stad waar de academische carrière van Segrè startte en eindigde

Segrè was een zoon van Giuseppe Segrè, directeur van een papierfabriek in Tivoli, en Amelia Treves. Het was een joodse familie. Jongere broers van Segrè waren Marco Segrè (1893-1983), ingenieur, en Emilio Segrè (1905-1989), Nobelprijswinnaar Fysica. Als oudste zoon was Segrè bestemd om de industriële activiteiten van zijn vader over te nemen. Daarom volgde hij na het middelbaar onderwijs in Tivoli, wiskundestudies met het oog op ingenieursstudies. Hij brak deze studie af en studeerde rechten aan de universiteit van Parma. In 1915 studeerde hij af als jurist. Hij vocht in de Eerste Wereldoorlog; hij was gekazerneerd in Florence waar hij aan militaire geëncrypteerde communicatie deed. De relatie met zijn vader en zijn broer ingenieur Marco Segrè verslechterde zodat het tot een zwaar conflict kwam; het ging erom dat Segrè niet wou instappen in de fabriek van zijn vader.
Onder invloed van zijn oom Gino Segrè, hoogleraar Romeins Recht, studeerde Segrè verder in Florence na de oorlog. Hij studeerde geschiedenis aan het Istituto di Studi Superiori. Hij bekwaamde zich in de papyrologie op basis van Egyptische teksten uit de Ptolemaische Tijd. Hij studeerde af in de geschiedenis van de Klassieke Oudheid aan de universiteit van Turijn (circa 1920-1924). Dat hij voor zijn studies vaak in het buitenland was, zette kwaad bloed bij zijn familie. Segrè legde zich toe op monetaire stelsels in de Grieks-Romeinse handel.
Segrè werd vervolgens benoemd tot docent Griekse en Romeinse Oudheid aan de universiteit van Florence (1924-1927) en vervolgens tot docent Romeins Recht aan de universiteit van Parma (1927-1929). 
Segrè werd bevorderd tot hoogleraar Economische Geschiedenis aan de universiteit van Catania (1929-1936). Hiertoe moest hij lid worden van de Nationale Fascistische Partij van Benito Mussolini (1931). Hij huwde in München met Katherine Schall (1899-1987), met wie hij meerdere kinderen kreeg. Segrè’s familie verzette zich tegen het huwelijk met deze katholieke Duitse. In 1936 verhuisde het gezin Segrè naar Triëst. 
Segrè bekleedde aan de universiteit van Triëst de leerstoel Economische Geschiedenis van 1936 tot 1938. Door de rassenwetten van 1938 gingen Segrè en zijn gezin op de vlucht naar de Verenigde Staten. Aan de Columbia-universiteit in New York was Segrè in de jaren 1940 werkzaam als docent papyrologie; hij werkte er samen met professor William Linn Westermann. Zijn broer Emilio was ook in ballingschap in Amerika doch beide broers zochten elkaar niet op. In Tivoli waren zijn ouders en broer Marco achtergebleven in de fabriek. Zijn moeder Amelia werd opgepakt door de Gestapo en stierf in Auschwitz.
In 1946 keerde Segrè met zijn gezin terug naar Florence, de stad waar hij papyrologie gestudeerd had. Hij beëindigde zijn universitaire carrière en wijdde zich de rest van zijn leven aan schilderkunst. Hij werd begraven op de joodse begraafplaats van Florence (1969).

## Enkele publicaties van hem
- Della sua ampia, eclettica e diversificata produzione si ricordino almeno: Misure egiziane dell’epoca tolemaica romana e bizantina (Turijn, 1918)
- Misure tolemaiche e pretolemaiche (In Aegyptus, 1920)
- Circolazione monetaria e prezzi nel mondo antico ed in particolare in Egitto (Rome, 1922)
- Il mutuo e il tasso d’interesse nell’Egitto greco-romano (1924)
- Il mercantilismo nel mondo antico (Catania, 1931)
- Note sull’economia dell’Egitto ellenistico nell’età tolemaica (in Bulletin de la Société archéologique d’Alexandrie, 1934)
- An essay on the nature of real property in the classical world (New York, 1943)
- L’applicazione del diritto romano nelle Province orientali dell’Impero dopo la Costituzione Antonianana (In Rivista italiana per le scienze giuridiche, 1948)